# کیوهی یاماگاتا
کیوهی یاماگاتا (انگلیسی: Kyohei Yamagata؛ زادهٔ ۷ سپتامبر ۱۹۸۱) ، بازیکن فوتبال اهل ژاپن است.
از باشگاه‌هایی که در آن بازی کرده‌است می‌توان به باشگاه فوتبال آویسپا فوکوئوکا و باشگاه فوتبال سانفریس هیروشیما اشاره کرد.